# Erax ermolenkoi
Erax ermolenkoi är en tvåvingeart som beskrevs av Pavel Lehr 1992. Erax ermolenkoi ingår i släktet Erax och familjen rovflugor.
Artens utbredningsområde är Armenien. Inga underarter finns listade i Catalogue of Life.